# Koninklijke Akademie te Delft

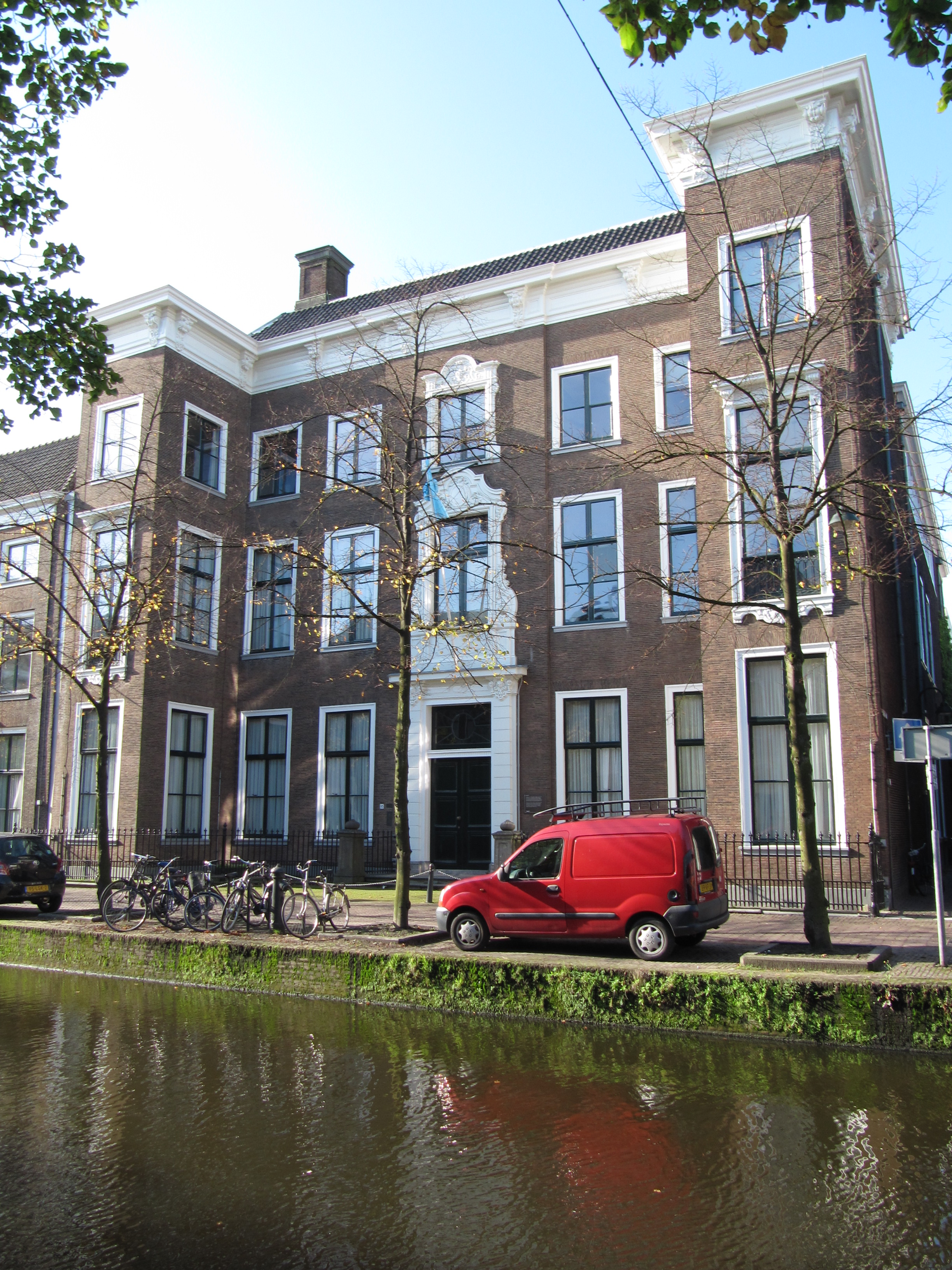
Oude Delft 95 te Delft, anno 2010.

De Koninklijke Akademie ter opleiding van burgerlijke ingenieurs in Delft was een onderwijsinstelling voor burgerlijke ingenieurs, die op 8 januari 1842 werd gesticht, met steun van koning Willem II. De eerste directeur en grondlegger was Antoine Lipkens. In 1864 kwam uit deze school de Polytechnische School te Delft voort, de latere Technische Universiteit Delft.

## Technisch wetenschappelijk onderwijs aan universiteiten en militaire scholen

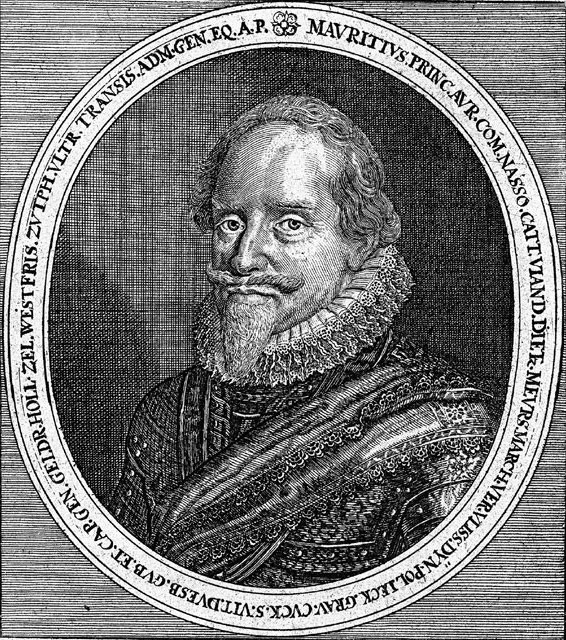
Prins Maurits

In 1600 stichtte prins Maurits de Leidse ingenieursschool, een ingenieursschool aan de universiteit te Leiden voor opleiding tot vestingbouwer. Voor deze school schreef Simon Stevin een instructie. Op verzoek van de prins schreef hij voor, dat de lessen in het Nederlands moesten worden gegeven. Als eerste twee lectoren aan deze ingenieursschool waren aangesteld Ludolf van Ceulen en Simon Fransz van Merwen.

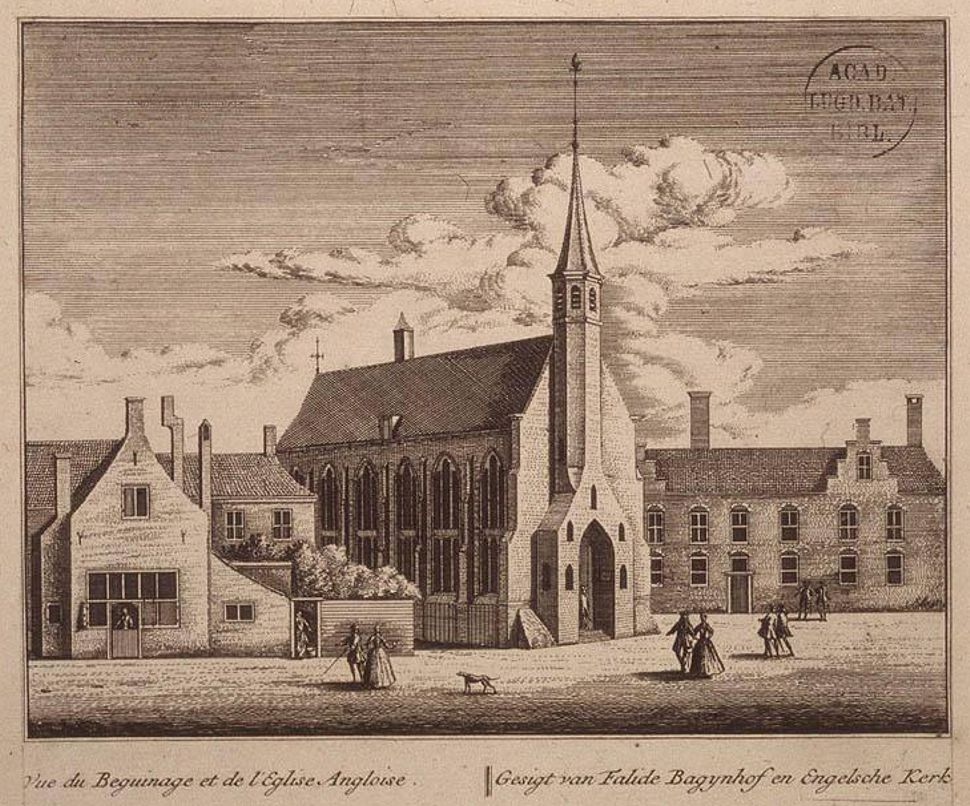
De Leidse ingenieursschool was gevestigd in de Faliede Bagijnkerk (nu Rapenburg 70).

Geleidelijk groeide bij de leerkrachten verzet tegen het doceren in de landstaal. Aan dit verzet nam Petrus van Schooten, een in 1660 benoemde docent, de leiding. De kwestie liep zó hoog op, dat het Curatorium in de zaak werd betrokken. In 1669 kregen de docenten van de curatoren toestemming om lessen in het Latijn te geven, zoals toen gebruikelijk was aan de universiteiten. Dit besluit betekende het einde van de opleiding, omdat de meeste leerlingen niet voldoende vooropleiding hadden om lessen in een vreemde taal te volgen.
De Universiteit van Franeker heeft ook een technische opleiding gehad, maar deze was voor Nederland minder belangrijk omdat de meeste leerlingen Duitsers waren. Voor Nederland zou tot ver in de negentiende eeuw de ingenieursopleiding verbonden blijven aan een militaire loopbaan: bij de genie, de artillerie of de vestingwerken.
In 1735 deed kolonel Sebastiaan Glabbeek, commandant van de Nederlandse artillerie, een voorstel tot het oprichten van krijgs- en artilleriescholen. Zijn voorstel werd verworpen. In 1789 deed Paravicini di Capelli, eveneens commandant van de Nederlandse artillerie, opnieuw een voorstel tot de oprichting van artilleriescholen. De staten gaven daarop toestemming tot het stichten van drie artilleriescholen, die gevestigd werden in Zutphen, Breda en 's-Gravenhage.
Bij Besluit van 23 september 1800 werd aan de school van Zutphen een genieschool toegevoegd. In 1805 werd deze school nog uitgebreid.
In 1805 werden de artilleriescholen van Breda en 's-Gravenhage opgeheven. De school van Zutphen werd naar Amersfoort overgeplaatst onder de naam "Algemene theoretische en practische school voor artillerie, genie en waterstaat".
Bij Besluit van 17 september 1806 werd in 1807 te Honsholredijk een koninklijke militaire cadettenschool opgericht, die op 18 oktober 1809 werd samengevoegd met de school van Amersfoort, welke daarna werd overgeplaatst naar 's-Gravenhage onder de naam "Koninklijke militaire school". Toen in 1810 Nederland bij Frankrijk werd ingelijfd werd de school opgeheven. De leerlingen konden hun studie voortzetten aan een van de Franse scholen of dienst nemen in het Franse leger.
Na de bevrijding in 1813 werd bij Koninklijk Besluit van 24 februari 1814 een Artillerie- en Genieschool te Delft opgericht. Aan deze onderwijsinstelling werden zowel militairen als burgers tot ingenieur opgeleid. In 1815 werd het onderwijs uitgebreid met een opleiding tot officier bij de infanterie en cavalerie. In 1817 volgde een tweede uitbreiding met een opleiding tot officier bij de marine en constructeur bij de scheepsbouw. Toen uitbreiding van het gebouw noodzakelijk was, bleken de kosten zó hoog, dat besloten werd de school te sluiten. 

## Opleiding in Breda en Medemblik
Ondanks de vele protesten gingen de deuren van de school in 1829 dicht. De leerlingen konden hun studie voortzetten aan de in 1828 opgerichte Koninklijke Militaire Akademie te Breda of aan het Koninklijk Instituut voor Marine te Medemblik.
In deze periode (1829-1842) zijn in Breda de volgende waterbouwkundigen afgestudeerd:
- A.B. Mentz
- Pieter Johannes de Quartel
- Jhr. Jacob Reinoud Theodoor Ortt
- P.J.H. Haijward
- J. de Kruijff
- Johannes Gerardus Wybo Fijnje van Salverda
- Johan Strootman
- A.A.T. Ledeboer
- A.C. Reuther
- Justus Dirks
- C.V.E. van Rijneveld
- Hendrik Simon Johannes Rose
- Jan Frederik Willem Conrad
- P. Galand
- Jan Abel Adriaan Waldorp
- Charles Théodore Deeleman
- Martinus Beijerinck
- J.M. Hageman
- H.J.J. Mazel

## Voorbereiding tot het oprichten van burgerlijk technisch onderwijs
In 1835 werden in het pas afgescheiden België scholen voor hoger technisch onderwijs geopend. Kort daarop werden ook in Nederland pogingen ondernomen tot het oprichten van zelfstandige technische onderwijsinstellingen: in hetzelfde jaar wees A.J. Houck in zijn proefschrift over staathuishoudkunde op de noodzaak van technisch onderwijs, dat onafhankelijk van de militaire opleiding was; op 2 april 1841 hield Vorsselman de Heer in Deventer een redevoering, waarin hij de betekenis van het technisch onderwijs voor Nederland nader uiteenzette.
De befaamde wiskundige J.H. van Swinden en de architect Anthony Willem van Dam richtten in 1841 met de heren Warnsinck, Heynincks en Penn, een verzoek aan de minister van Binnenlandse Zaken tot het oprichten van een polytechnische school. De minister pleegde hierop overleg met zijn adviseur ir. Antoine Lipkens, hetgeen in januari 1842 leidde tot de opdracht van koning Willem II aan Lipkens om de oprichting van een onderwijsinstelling voor burgerlijke ingenieurs voor te bereiden. Bij Koninklijk Besluit van 8 januari 1842 Staatsblad nr. 73 werd de Koninklijke Akademie opgericht en werd Lipkens tot directeur benoemd.

## Inrichting van de Koninklijke Akademie

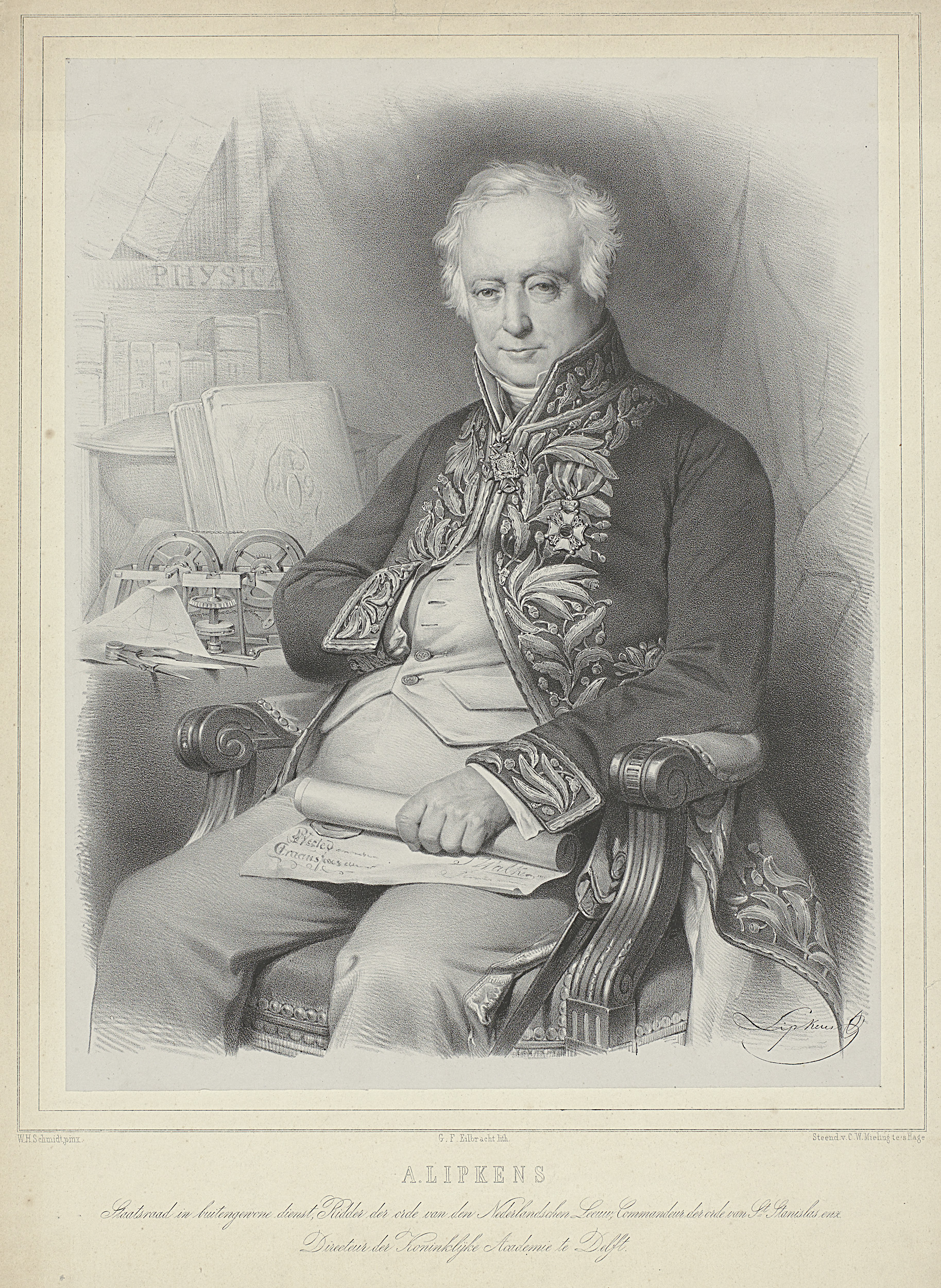
Portret van Antoine Lipkens door Eilbracht (1816-1854).

De voorbereidende werkzaamheden werden door Antoine Lipkens in snel tempo uitgevoerd, omdat hij na de kerstvakantie met de lessen wilde beginnen. Het gemeentebestuur van Delft wees de voormalige artillerie- en genieschool, Oude Delft 95, als schoolgebouw toe. Voor de verbouwing en inrichting werd een eenmalige subsidie van ƒ 10.000,-- door het Rijk beschikbaar gesteld.
Op 20 mei 1842 berichtte Lipkens aan de minister van Binnenlandse Zaken, dat de studenten voor de waterstaat, die aan de Koninklijke Militaire Akademie te Breda studeerden, daar hun studie mochten afmaken, maar dat in Breda geen nieuwe studenten voor de waterstaat meer werden ingeschreven.
Daarop verscheen een nieuw Koninklijk Besluit op 28 Juli 1842, waarbij de opleiding van Oost-Indische Ambtenaren daaraan toegevoegd werd; terwijl eindelijk aan deze Akademie ook nog de vorming zou plaats hebben, van toekomstige ijkers en ambtenaren voor de accijnzen.
De toelatingseisen, het studieprogramma en de samenstelling van het bestuur werden geregeld bij Koninklijk Besluit van 20 oktober 1842 Staatsblad nr. 35. Hierin werd bepaald, dat de prins als beschermheer aan het hoofd stond van de Akademie, dat de minister van Binnenlandse Zaken beheerder zou zijn, de directeur belast zou worden met het regelen van het onderwijs en het handhaven van de orde en dat er een administrateur zou worden aangesteld voor de financiën. Alvorens te worden toegelaten moesten de kandidaten voor een commissie een toelatingsexamen afleggen.
Aan de Akademie bestonden vier studiemogelijkheden, die waren ondergebracht in vier afdelingen:
1. Een opleiding voor 's lands dienst, zowel in Nederland als de koloniën voor de waterstaat en de mijnwerken.
2. Een cursus voor Oost-Indisch ambtenaar.
3. Een cursus voor kandidaten, die werden opgeleid voor een betrekking aan het Departement van Financiën (voor het ijkwezen en de accijnzen).
4. Een cursus voor enig exact wetenschappelijk vak buiten de dienst van het Rijk, de opleiding tot zogenaamde burgerlijke ingenieurs.

De cursus voor opleiding voor een betrekking aan het Departement van Financiën duurde één jaar. De andere vier jaar.
Het akademiegeld werd vastgesteld op ƒ 200,-- per jaar. Omdat Lipkens na de kerstvakantie met de lessen wilde beginnen en eerst de toelatingsexamens moesten worden afgenomen, werden, bij Koninklijk Besluit van 29 oktober 1842 Staatsblad nr. 8, Rehuel Lobatto, W.L. Overduin en Taco Roorda tot leraren en C.C. Uhlenbeek tot administrateur benoemd.
Bij Koninklijk Besluit van 4 november 1842 Staatsblad nr. 113 werden de drie leraren benoemd tot leden van de commissie voor het afnemen van de toelatingsexamens. Uhlenbeek werd als secretaris toegevoegd.

## Het lesprogramma

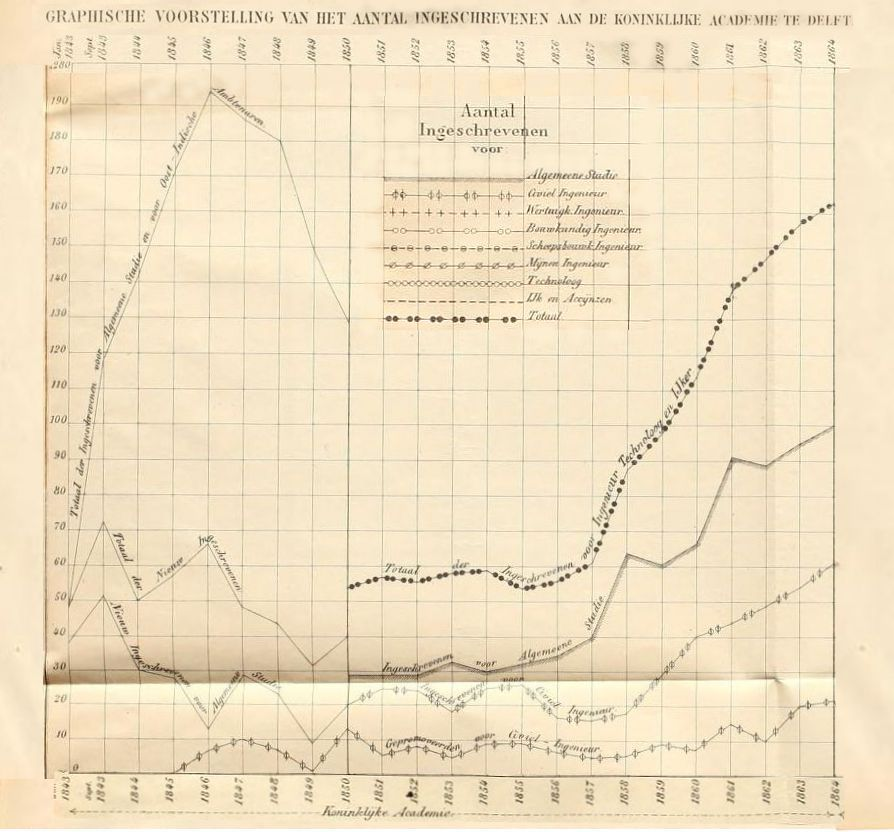
Koninklijke Academie te Delft, studentenaantallen 1843-1864

De akademie bood een vierjarig programma, waarbij elk studiejaar 10 maanden duurde. In de eerste twee jaar was de nadruk sterk gelegd op de wiskunde. Voor de verschillende beroepsprofielen waren er daarnaast ieder jaar een groot aantal keuzevakken, waarvan een deel verplicht was. Lintsen (1994) verklaarde:
Een aspirant-ingenieur voor de waterstaat bijvoorbeeld kreeg in het eerste jaar les in de stelkunst (algebra), meetkunde, beschrijvende meetkunde, de driehoeksmeting, rechtlijnig tekenen, handtekenen, de cosmografie, de praktische landmeetkunde en de moderne talen, waaronder het Javaans, dat alleen verplicht was als men naar Indië uitgezonden wilde worden. In het tweede jaar werd het wiskunde, teken- en taal-onderwijs voortgezet, terwijl daarnaast het onderwijs in de proefondervindelijke natuurkunde, de scheikunde, de aardrijkskunde en dé bouwkunde verplicht was.
In de laatste twee jaren was er een verdere verdieping, aldus Lintsen:
In het derde jaar werd de hogere wiskunde, de differentiaal en integraalrekening geïntroduceerd, en verder de theoretische mechanica, de analytische en beschrijvende meetkunde, natuur- en scheikunde, de bouwkunde, de waterbouwkunde en constructie van publieke werken en de praktische werktuigkunde onderwezen. In het vierde jaar ten slotte werd het onderwijs in de wiskunde, mechanica, waterbouw-, bouw- en werktuigkunde gecontinueerd, terwijl als nieuw vak de hydrografie der Nederlanden werd gegeven. Het programma van de ingenieurs voor de staatsdienst was het zwaarste. De bouwkundige ingenieurs volgden met uitzondering van enkele specifieke waterstaatsvakken hetzelfde programma.
Lobatto verzorgde als hoogleraar veel van het hogere wiskunde onderwijs. W.L. Overduyn nam als leraar de wis- en natuurkunde lessen voor zijn rekening, en gaf ook les in werktuigkunde en scheikunde. Derck Buddingh verzorgde vanaf het begin het taalonderwijs. Na afronding van de vier jaar kregen studenten een diploma als bouwkundige, werktuigbouwkundige, of voor de handel.
Het mechanica onderwijs werd in latere instantie verzorgd door twee oud-leerlingen van de Koninklijke Akademie, Ryklof W. van Goens (1820-1880) en Lewis Cohen Stuart (1827-1878).

## Opening en verdere ontwikkelingen
Op 4 januari 1843 werd de Koninklijke Akademie officieel geopend met een toespraak van de minister van Binnenlandse Zaken in tegenwoordigheid van de koning en de prins.
Al spoedig bleek, dat de beschikbare ruimte niet voldoende was. Reeds in 1843 verzocht Lipkens herhaaldelijk aan het college van Burgemeester en Wethouders lokalen voor de Akademie beschikbaar te stellen, echter zonder resultaat.
Bij zijn benoeming tot directeur had Lipkens bepaald, dat hij na de eerste eindexamens zou aftreden. Daarom werd bij Koninklijk Besluit van 7 september 1845 Staatsblad nr. 47 dr. Gerrit Simons met ingang van 1 september 1845 benoemd tot adjunct-directeur, voorlopig belast met onderwijs in de werktuigbouwkunde. De eerste diploma-uitreiking vond op 27 juni 1846 plaats, waarna Antoine Lipkens als directeur aftrad. Hij vestigde zich in Warmond, waar hij op 15 december 1847 overleed.

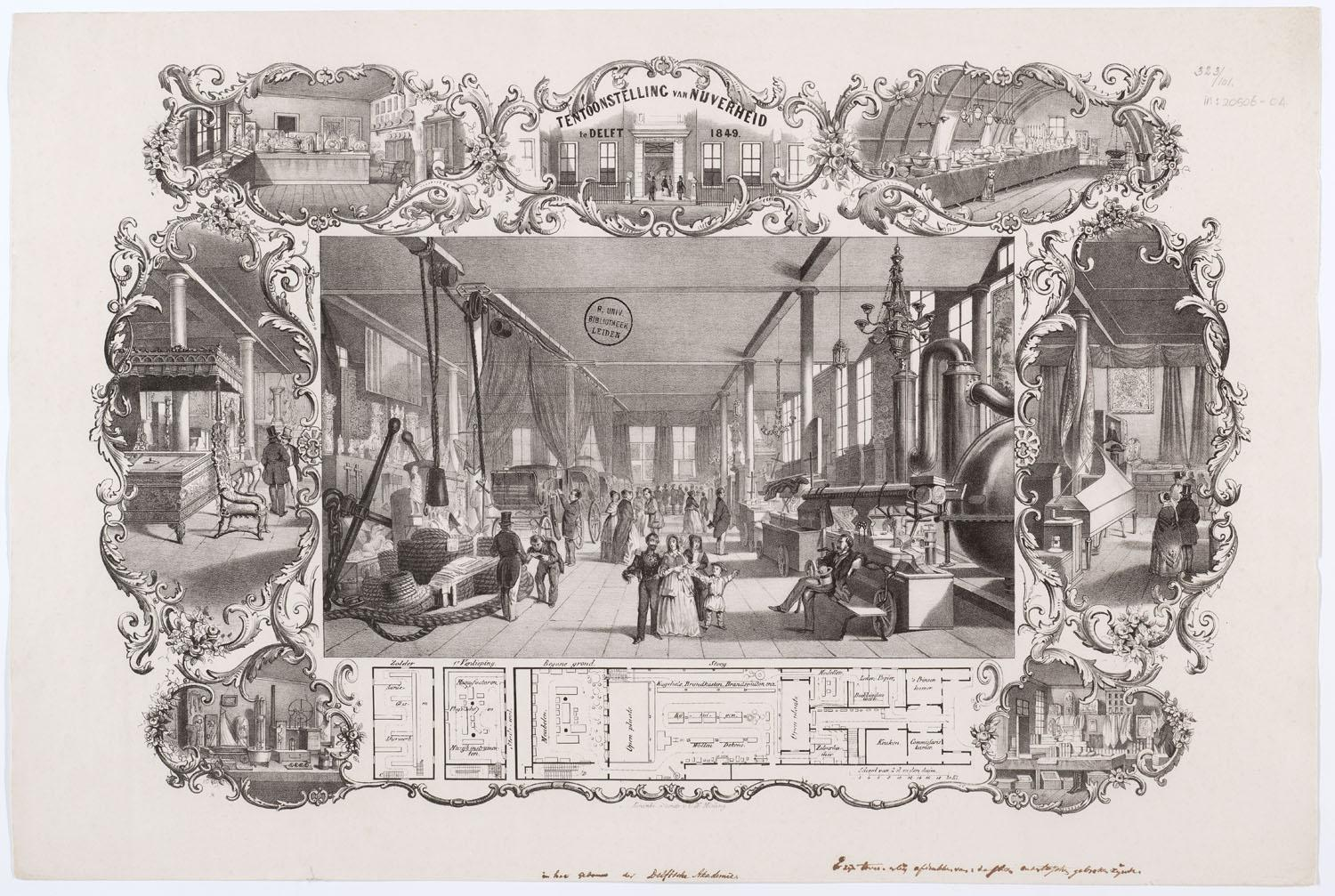
Tentoonstelling van Nijverheid te Delft, 1849 in het gebouw van de Koninklijke Akademie.

In 1849 vond in het gebouw van de academie een "Tentoonstelling der Nijverheid" plaats (zie afbeelding). De expositie van producten vond plaats op de begane grond, op de eerste verdieping en deels op de zolder in het hoofdgebouw aan de Oude Delft 95. Deze tentoonstelling was gerealiseerd door de nationale Maatschappij ter bevordering van Nijverheid op initiatief van Antoine Lipkens. Twee jaar eerder was er in Utrecht een eerste tentoonstelling gehouden van ‘Voortbrengselen van Inlandsche Nijverheid en Kunst’, en voor beide evenementen was grote belangstelling. De ervaringen hier werden meegenomen bij de deelname in de Wereldtentoonstelling van 1851 in London.
Het directoraat van Simons kenmerkte zich door de invoering van noodzakelijke bezuinigingen en de oprichting van studentenverenigingen. Hij had een actief aandeel in de oprichting van de Sociëteit "Phoenix" in 1847 en het "Delfts Studenten Corps" één jaar later. Om de studenten een inzicht te geven in de structuur van de school en de studiemogelijkheden verscheen in 1851 de eerste studentenalmanak.
Simons werd bij Koninklijk Besluit van 23 juni 1856 Staatsblad nr. 49 op 25 juni 1856 benoemd tot minister van Binnenlandse Zaken. Voorlopig werd geen nieuwe directeur benoemd. Als minister van Binnenlandse Zaken bleef Simons beheerder van de Akademie. Uit de docenten werd een raad van bestuur benoemd, belast met het dagelijks bestuur.

## Laatste jaren

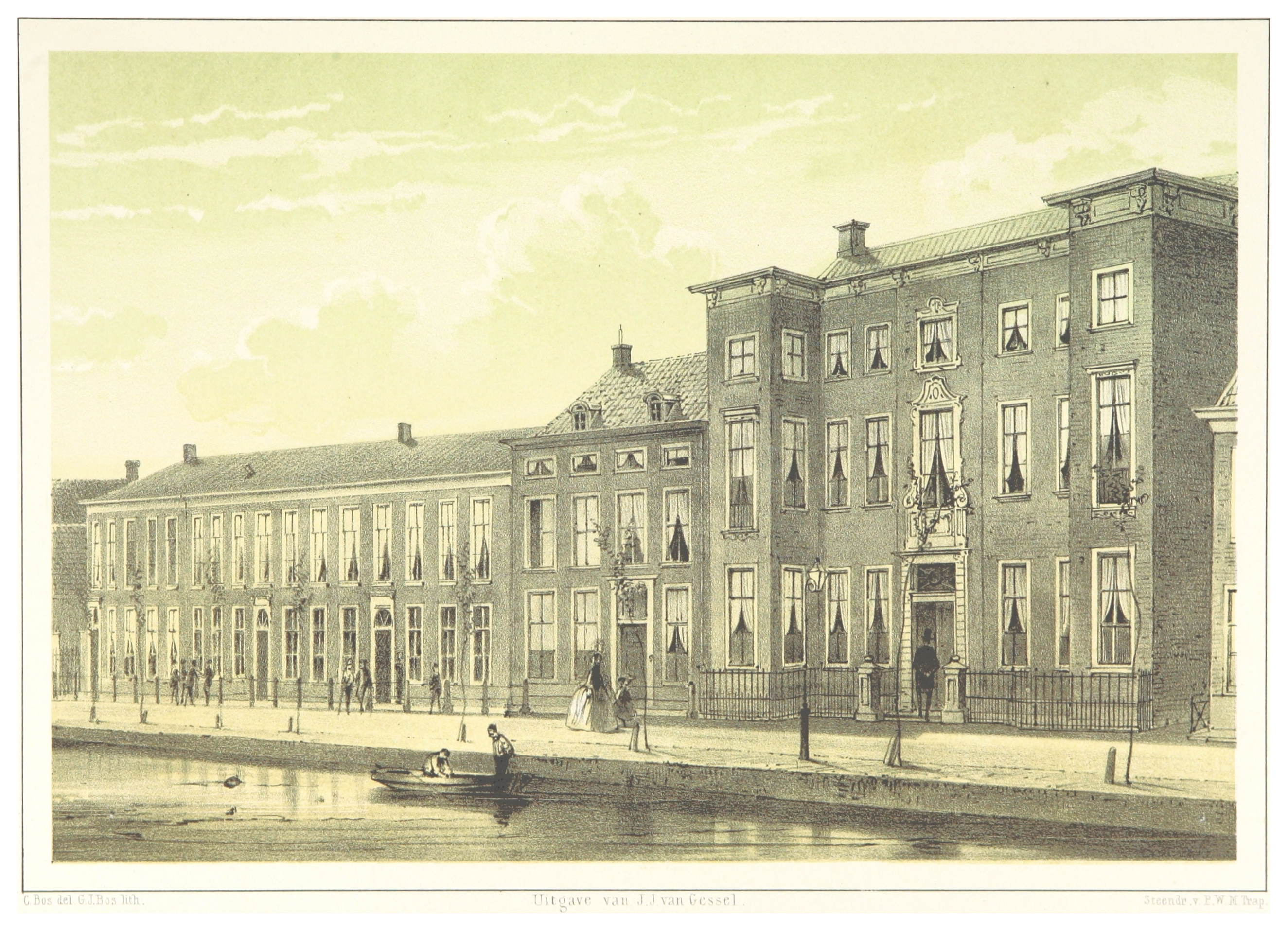
Koninklijke Akademie te Delft, 1858.

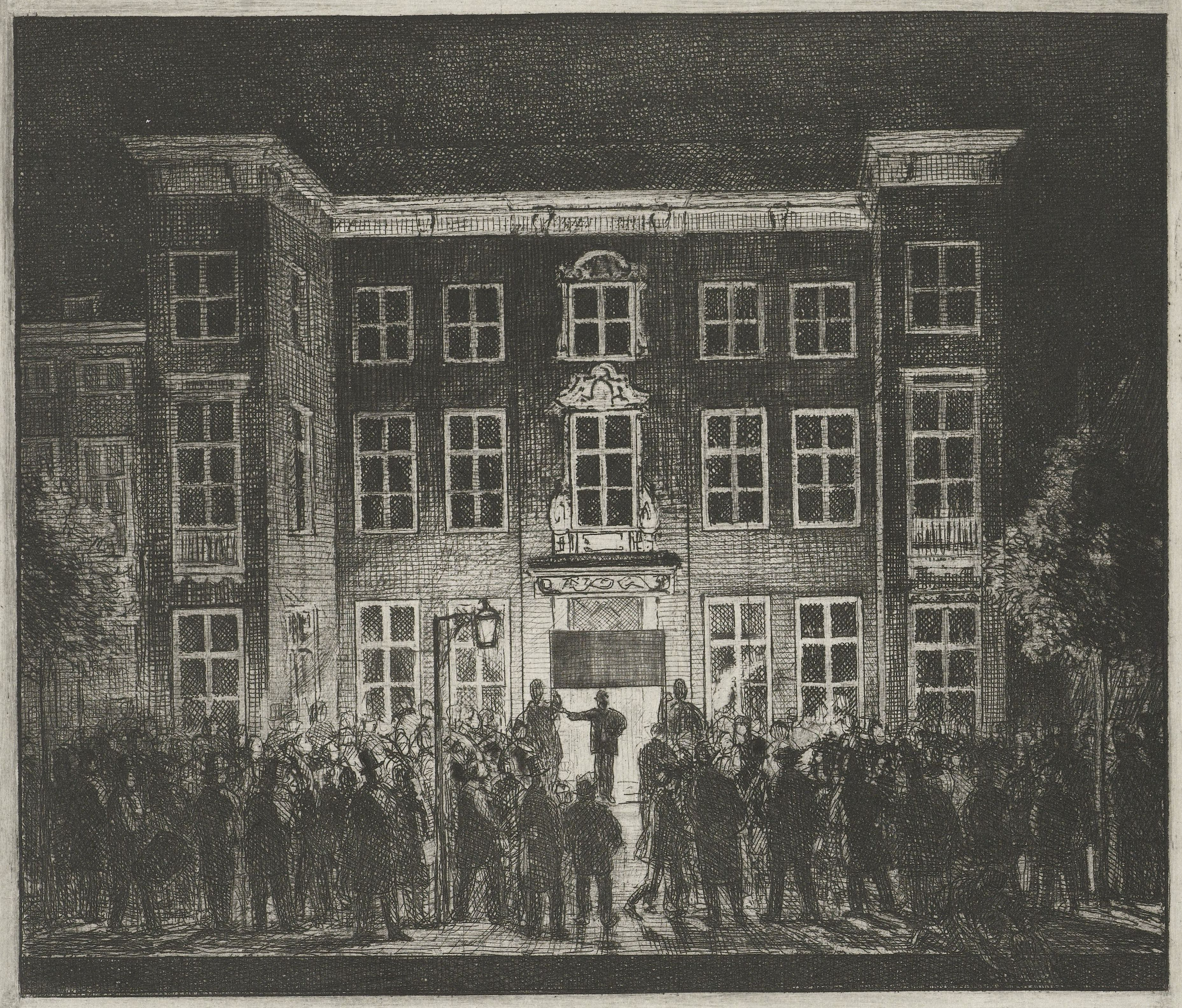
Afscheid van Delftsche academie, 30 juni 1864 door Van de Grient.

Op 5 juli 1859 berichtte de minister van Binnenlandse Zaken, dat J.A. Keurenaer, gepensioneerd majoor van de genie in Nederlands-Indië en onder-officier van de genie van de tweede militaire afdeling op Java, met ingang van 1 augustus 1859 tot directeur was benoemd. De nieuwe directeur heeft een laatste poging in het werk gesteld om de militaire discipline weer in te voeren.  De lokalen werden telkens 5 minuten na het begin van een lesuur gesloten en pas na het eind van het uur geopend. Het kwam voor dat de leerlingen binnen waren, en de leraar buiten stond te bellen maar niet mocht worden binnengelaten. De leerlingen werd een stuk voorgelegd, waarbij zij zich verbonden zich aan allerlei krasse maatregelen te zullen onderwerpen. Op de zolderverdieping van het pand Oude Delft is nog altijd een "cachot" aanwezig.. 
Op 13 april 1861 maakte het ministerie van Binnenlandse Zaken een plan voor nieuwbouw tot huisvesting van studenten bekend; daarmee hing een reglement samen, dat bij Koninklijk Besluit van 7 september 1861 Staatsblad nr. 52 werd bekendgemaakt. De invoering hiervan en de plannen tot "kazernering" van de studenten leidden tot verzet van het Corps. Daarop besloot de minister van Binnenlandse Zaken de Akademie van 22 november 1861 tot 21 januari 1862 te sluiten, omdat naar het oordeel van de directeur les geven onmogelijk was geworden. Het Corps deed pogingen tot de oprichting van een tegen-universiteit en bracht de publieke opinie in beweging door de "Vrije Studie" als inzet te stellen. Een commissie van onderzoek werd opgericht, waarin zowel docenten als studenten zitting hadden. De commissie wist te bewerken, dat het nieuwe reglement en de plannen tot de bouw van een vleugel aan de Akademie tot huisvesting van de studenten voorlopig werden uitgesteld. De invoering van het nieuwe reglement en de nieuwbouw zijn nooit gerealiseerd.
De wet op het middelbaar onderwijs van 2 mei 1863, Staatsblad nr. 50, voorzag in de oprichting van polytechnische scholen, waarin studievormen analoog aan de universitaire opleiding werden voorgeschreven. Volgens artikel 95 van deze wet trad de wet op 1 juli 1863 in werking en volgens het eerste lid van artikel 93 moesten polytechnische scholen vóór of uiterlijk op 1 juli 1864 zijn geopend. Op grond van deze wet werd de Koninklijke Akademie per 30 juni 1864 gesloten.
Tot op dat moment waren er in totaal 318 Oost-Indische ambtenaren in Delft afgestudeerd.

## Vervolg

### De Polytechnische School
De Koninklijke Akademie te Delft maakte plaats voor de Polytechnische School te Delft.

### De Indische Instelling
In 1864 werd bij wet geregeld dat van rijkswege een opleiding in de Indische taal-, land- en volkenkunde zou worden opgericht, gevestigd in Leiden, waar zou worden onderwezen in: Indische taal- en letterkunde, land- en volkenkunde van Nederlands-Indië, geschiedenis van Nederlands-Indië, het publiek recht en het bestuursstelsel in Nederlands-Indië en de godsdienstige wetten, volksinstellingen en gebruiken in Nederlands-Indië. Het onderwijs zou gegeven worden door hoogleraren. Met de totstandkoming van deze wet werden de organisatorische banden tussen de technologische, de commerciële en de indologische studierichtingen opgeheven en de Indische opleiding verplaatst naar Leiden. Niet alleen de opleiding werd verplaatst naar Leiden, ook hoogleraar Taco Roorda vertrok naar Leiden, alsmede de collectie etnografica en de bibliotheekcollectie behorend tot de afdeling 'Nederlandsche Koloniën', die tenslotte rijkseigendom waren. De infrastructuur voor de Indonesische studiën en de bijbehorende academische taken werden toevertrouwd aan de 'rijksinstelling' te Leiden, een voorloper van het Koninklijk Instituut voor Taal-, Land- en Volkenkunde.

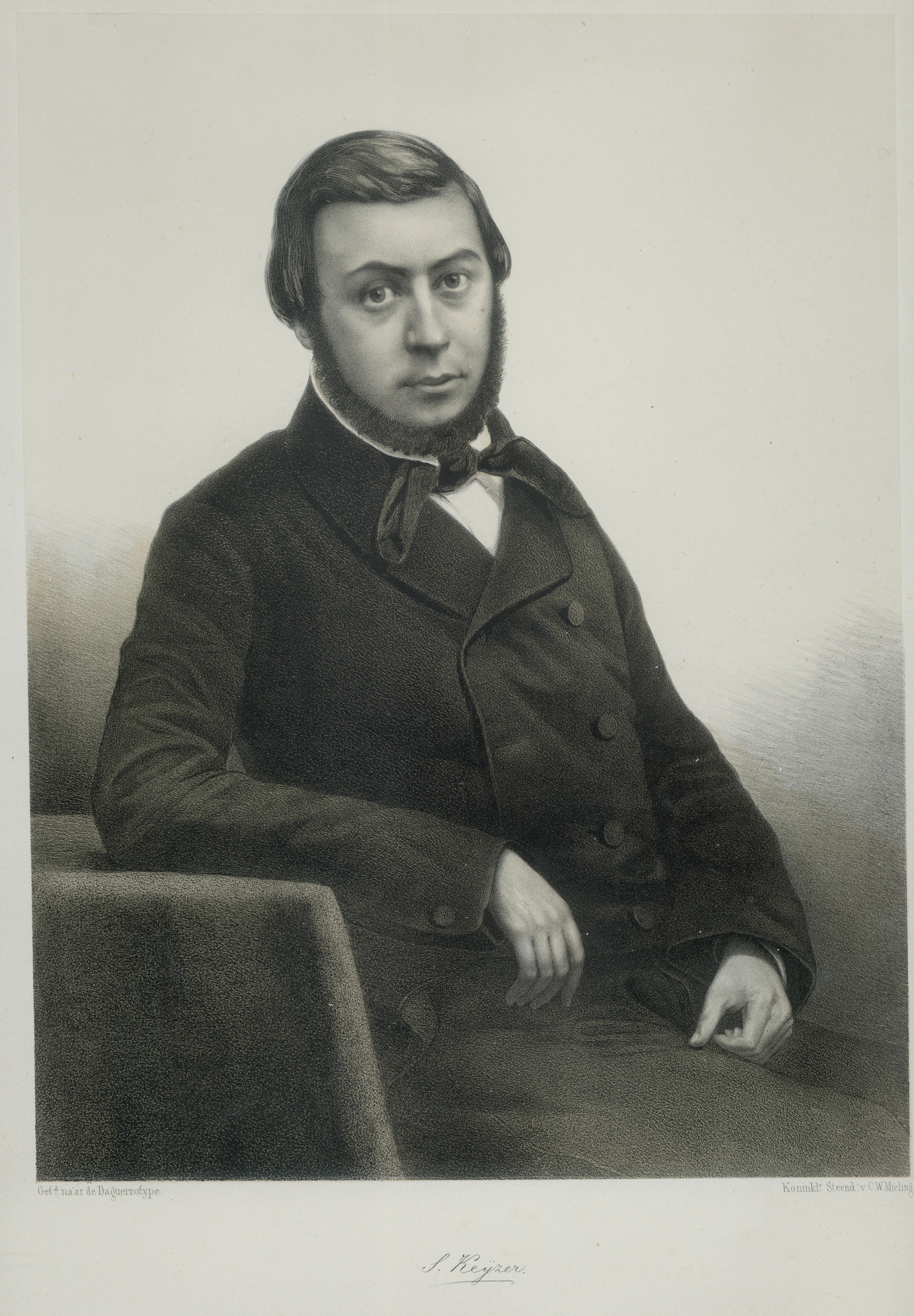
Mr.dr. S. Keyzer, eerste directeur Indische Instelling. (coll. SAD)

Het Delfts stadsbestuur besloot toen tot oprichting van een eigen opleidingsinstituut: De Instelling van onderwijs in de Taal-, Land- en Volkenkunde van Nederlandsch Oost-Indië, kortweg de 'Indische Instelling'. De instelling nam ten dele het docentencorps van de Academie over en ook de meerderheid van de studenten bleef Delft verkiezen boven Leiden. Directeur werd mr. Salomo Keyzer, eerder hoogleraar aan de academie. Voor de duur van dertig jaar bestonden in Nederland zo twee opleidingen naast elkaar die elk een curriculum boden ter voorbereiding op het grootambtenaarsexamen, dat in 1864 werd ingevoerd. Omdat echter een merendeel van de bevolking leek te denken dat de opleiding in Leiden hoger in rang stond, werd volgens het 'Bataviaasch Handelsblad' in 1872 de gemeenteraad verzocht de leraren aan de Indische Instelling de titel hoogleraar te schenken.

## Staf van de Koninklijke Academie
- Martinus Gijsbertus Beijerinck
- Salomon Abraham Bleekrode
- Derck Buddingh
- Duco Johannes Storm Buijsing
- Lewis Cohen Stuart
- Carel Frederik Donnadieu
- Ryklof W. van Goens
- Cornelius Hubertus Carolus Grinwis
- Johannes Augustus Keurenaer
- Johannes van Kuijk
- Jacobus Lebret  wiskunde en mechanica 1860-1868
- Antoine Lipkens
- Rehuel Lobatto
- Nicolaas Theodorus Michaëlis
- Eduard Mulder
- Willem Lodewijk Overduyn
- Taco Roorda
- Gerrit Simons
- Winand Staring
- Ernst Steuerwald
- Jean Marie Telders
- Paul Tétar van Elven

## Bekende oud-studenten van de Koninklijke Academie
- Aquasi Boachi
- Frans Cornelis Bake
- Jacobus Cornelis Bloem
- Abraham Johannes Brevet
- Lewis Cohen Stuart
- Gerrit van Diesen
- Cornelis van Doorn
- George Arnold Escher
- Adriaan Gildemeester
- Jacob Petrus Havelaar
- Willem Herman Hubrecht
- Adrien Huet
- Jan Kater
- Gerard Keller
- Hendrik Linse
- Samuel van Musschenbroek
- Arnold Willem Pieter Verkerk Pistorius
- Willem Herman Frederik Hendrik van Raders
- Hendricus Gerardus van de Sande Bakhuyzen
- Adriaan Onno van den Santheuvel
- Ernst Steuerwald
- Jan Willem Gustaaf Stieneker
- Jean Marie Telders
- Jacobus van der Toorn
- Stefan Vermaes

## Verdere bronnen
- Anoniem. De Delftsche Akademie in het bijzonder met betrekking tot de opleiding van Civiel-Ingenieurs hier te lande, door een Oud-Student, 1860.
- Henk Makkink. "Terugblik: Toen studeren exerceren was. De Koninklijke Akademie (1842-1864)", in: Delft Integraal, (2006) nr. 4. p. 34-37
- C. Fasseur, De indologen. ambtenaren voor de Oost 1825-1950, Amsterdam, 1993. isbn 9789057137723
- H. Baudet De lange weg naar de Technische Universiteit Delft: I: De Delftse ingenieursschool en haar voorgeschiedenis, Oegstgeest, 1992. isbn 9789012065900
- I. van der Vlis, Vooruit met veel verleden. Geschiedenis van Delft vanaf 1795., Delft/Zwolle, 2016. isbn 9789462580947